# Tình trạng chính trị của Krym
Tình trạng chính trị của Krym là chủ đề của một cuộc tranh chấp chính trị và lãnh thổ giữa Nga và Ukraina. Trong khi Nga giành quyền kiểm soát lãnh thổ vào năm 2014, và đã hoàn toàn sáp nhập vào tháng 7 năm 2015, và quản lý nó như là hai chủ thể liên bang của Nga, Ukraina và phần lớn các chính phủ quốc tế tiếp tục coi Crimea như một phần lãnh thổ hoàn toàn thuộc về Ukraina.

## Sự cố
Các tranh chấp xảy ra sau khi nước Cộng hòa tự trị Krym và Sevastopol nhập chung vào nhau thành một nước thống nhất dưới cái tên Cộng hòa Krym và sau đó, sau một cuộc trưng cầu dân ý đột ngột trong năm 2014 về việc gia nhập vào Nga, mà kết quả chính thức ủng hộ đề xuất này, đơn phương tuyên bố độc lập từ Ukraina. Nước này sau đó đã được sáp nhập vào Nga, như là các chủ thể trong liên bang, trong khi Cộng hòa tự trị trở thành "Cộng hòa Krym" là một nước cộng hòa Nga, Sevastopol trở thành một thành phố liên bang Nga. Tuy nhiên, Ukraina và phần lớn của cộng đồng quốc tế không xem việc hợp nhất, sự độc lập, cuộc trưng cầu dân ý, cũng như sự sáp nhập vào Nga là hợp pháp và vẫn còn xem cả hai thực thể này như là bộ phận của Ukraina. Bất chấp dư luận quốc tế tuy nhiên, hiện tại tiền tệ, thuế và hệ thống pháp luật tất cả đều hoạt động dưới thẩm quyền của Nga.
Nga đã ký Giác thư Budapest vào năm 1994 tôn trọng sự độc lập, chủ quyền và biên giới hiện có của Belarus, Kazakhstan và Ukraina, điều kiện được đòi hỏi trước khi 3 nước này đồng ý ký từ bỏ vũ khí nguyên tử.